# Loring Miner
Loring Miner (* 1860; † 1935) war ein Landarzt in Haskell County, Kansas. Er war vermutlich der erste Arzt, der im Jahr 1918 den Ausbruch der Spanischen Grippe meldete.
Loring Miner praktizierte im Haskell County seit 1885. Er hatte zuvor an der Ohio University in Athens, Ohio studiert. Im Haskell County besaß er nicht nur eine Arztpraxis, sondern auch einen Drugstore und einen Lebensmittelladen. Er war außerdem ein Angehöriger der Democratic Party und hat auf Kreisebene verschiedene politische Ämter wahrgenommen. Miners Ausbildung als Arzt fand noch zu einer Zeit statt, in der Krankheitserreger weitgehend unbekannt waren. Aus persönlichem Interesse hat er sich jedoch intensiv damit beschäftigt und in seiner Praxis unter anderem – was für damalige Zeiten ungewöhnlich war – ein Labor eingerichtet. Ihm fiel im Januar und Februar 1918 auf, dass unter seinen Patienten, die aus einem Umfeld von mehr als hundert Quadratmeilen stammten und teilweise auf sehr isolierten Farmen lebten, sich Grippefälle häuften. Diese Grippefälle waren ungewöhnlich heftig und gelegentlich auch tödlich. Obwohl die Grippe nicht zu den meldepflichtigen Krankheiten zählte, kontaktierte er das U.S. Public Health Service, erhielt jedoch von dort weder Rat noch Unterstützung. Seine Hinweise auf eine Häufung von ungewöhnlich heftigen Grippefällen wurden jedoch im Public Health Report veröffentlicht. Loring Miners Veröffentlichungen haben daher eine medizingeschichtliche Bedeutung. Sie haben geholfen, den möglichen Ursprung der Pandemie von 1918 bis 1920 zu lokalisieren. 